# In the Ghetto (singel Nick Cave and the Bad Seeds)
Pierwszy singiel wydany pod szyldem Nick Cave and the Bad Seeds w 1984 roku. Piosenka ta jest nową aranżacją utworu pierwotnie wykonywanego przez Elvisa Presleya. Tekst piosenki opowiada o młodym chłopaku, który mieszka w getcie w Chicago, wchodzi w konflikt z prawem, zostaje postrzelony i ginie.
Druga strona krążka zawierała utwór „The Moon Is in the Gutter” także pochodzący z płyty From Her to Eternity